# Alekseyevka (Quba)
Alekseyevka è un comune dell'Azerbaigian situato nel distretto di Quba. Conta una popolazione di 2.573 abitanti.